# Banff and Buchan (circonscription du Parlement britannique)
Circonscription parlementaire de la Chambre des communes
Banff and Buchan est une circonscription électorale britannique située en Écosse.

## Liste des députés
|  | 1983 | Albert McQuarrie | Libéraux démocrates |
|  | 1987 | Alex Salmond     | SNP                 |
|  | 2010 | Eilidh Whiteford | SNP                 |
|  | 2017 | David Duguid     | Parti conservateur  |